# 에드워드 마
에드워드 마(영어: Edward Ma, 중국어 정체자: 馬志威, 간체자: 马志威, 병음: Mǎ zhìwēi 마즈웨이[*], 광둥어: maa5 zi3 wai1 마지와이, 1985년 8월 31일 ~ )는 홍콩의 모델 겸 배우이다.

## 출연작품

### 영화
- 패왕화 스페셜포스 (2016년)

### 드라마
- 전도 (2017년)
- 겨우, 서른 (2020년)